# سبع أبواب (مسلسل)
سبع أبواب مسلسل كويتي، من إخراج سلطان خسروه، وتأليف عبد المحسن الروضان.

## ملخص القصة
في إطار من الدراما الاجتماعية، تدور أحداث المسلسل من خلال مجموعة قصص تقع في ثنائيات، وثلاثيات، وخماسيات، وسباعيات، بأسماء مختلفة مثل: (حالة حنان، وعريس ليلة خميس، ومضاوي أكلها الذيب) وحكايات أخرى.

## الممثلون
- سعد الفرج.
- هيفاء عادل.
- جاسم النبهان.
- أسمهان توفيق.
- إبراهيم الحربي.
- جمال الردهان.
- زهرة الخرجي.
- خالد أمين.
- هبة الدري.
- هنادي الكندري.
- أحلام حسن.
- عبير أحمد.